# 上海济光职业技术学院
上海济光职业技术学院是中華人民共和國上海市一所全日制專科普通高等学校，它有武东路和宝山水产路两个校区，总占地面积16万多平方米，校舍总建筑面积7万多平方米。

## 歷史
1992年，同济大学退休教授曹善华、叶佐豪和姚开先打算筹建一所民办大学。1993年，民办济光学院成立，并于当年7月对外招收80名学生。曹善华任院长，叶佐豪、姚开先任副院长。学院租用同济大学“一 二九”大楼等设施开展教学活动，並設立了建筑设计、室内设计、房屋建筑工程专业等3个专业。1995年，學校在在上海市第二教育学院（位於政法路195号）和上海市对外贸易职工大学（国权路75号）開设两个教学点。1999年，学院购置武东路51号30亩土地，兴建教学大楼和学生宿舍，原先分散在同济大学“一二九” 大楼和上海市第二教育学院、上海市对外贸易职工大学三个教学点的师生都搬到了武东路51号。2001年纳入全国普通高等教育统一招生计划。2002年，宝山校区投入使用，宝山校区占地面积为220亩。當年招生的新生全部前往寶山校區就讀。

## 外部連結
- 官方网站